# Maktrelation
Maktrelation är begrepp inom samhällsvetenskapen som syftar på det sätt på vilket makt utövas och fördelas mellan olika individer, grupper eller institutioner i samhället. Maktrelationer är en central aspekt i studiet av sociala och politiska strukturer och spelar en viktig roll i att forma och påverka samhällets utveckling över tid. Ordet bland annat kommit till användning inom feminismen, som verktyg för att förstå strukturerna bakom könsmaktsordningen. 
Maktrelationer kan innefatta både formell och informell makt, och kan ta många olika former beroende på samhällskontext och maktdynamik. De kan vara öppna eller dolda, direkta eller indirekta, och kan påverka allt från politisk beslutsfattande till sociala normer och värderingar. Maktrelationer kan också påverka fördelningen av resurser och privilegier i samhället, vilket kan leda till ojämlikhet och diskriminering. Maktrelationer kan förstärka eller utmana befintliga maktordningar, som i sin tur kan påverka vem som har tillgång till makt och inflytande i samhället.
Specifika situationer av förtryck som skapas i skärningspunkter för maktrelationer baserade på ras, kön och samhällsklass, synliggörs med intersektionalitet.
Maktrelationer och maktordningar är relaterade begrepp men inte exakt samma sak. Maktrelationer avser relationerna mellan individer, grupper eller institutioner och deras maktutövande och maktfördelning. Maktordning däremot syftar mer på den övergripande strukturella fördelningen av makt i samhället och hur den påverkar olika grupper och individer på olika sätt.